# Pölfing-Brunn
Pölfing-Brunn è un comune austriaco di 1 624 abitanti nel distretto di Deutschlandsberg, in Stiria; ha lo status di comune mercato (Marktgemeinde).